# Guillaume de Saint-Béryl
Guillaume de Saint-Béryl est un personnage de fiction récurrent des romans d'Annie Jay. Il est l'un des héros de la série Complots à Versailles.

## Famille et amis
Guillaume nait en 1664. Il est le frère de Pauline de Saint-Béryl et le petit-fils du chevalier Charles de Saint-Béryl. Son grand-père est injustement disgracié par la reine Anne d'Autriche, à l'instigation de Mazarin, en 1652. Depuis, les Saint-Béryl vivent précairement, aidés par la guérisseuse Catherine Drouet et son époux Mathurin.
Le père de Guillaume, Louis de Saint-Béryl, meurt en 1675, aux côtés du vicomte de Turenne, lors de la bataille de Salzbach. Anne-Louise de Saint-Béryl, la mère des enfants, se retire alors dans un couvent, laissant ses enfants à la charge de leur grand-père.
Les enfants Saint-Béryl ont une tante, Jeanne-Marie de Pontfavier. Son fils, Thomas de Pontfavier, est aussi le meilleur ami de Guillaume.
À Versailles, il deviendra l'ami du comte Silvère Galéas des Réaux.
Le jeune homme s'éprend de Cécile Drouet, une orpheline recueillie en 1676 par Catherine.

## Dans les romans d'Annie Jay

### Complot à Versailles, février 1676 - septembre 1682
En février 1676, alors qu'il vit dans la précarité avec sa sœur Pauline, son grand-père et les Drouet, Guillaume sauve de la noyade une enfant. Celle-ci, amnésique, se baptise Cécile et grandit avec Pauline. Jusqu'en 1680, Guillaume étudie au collège avec son cousin Thomas de Pontfavier.
En 1682, quand Louis XIV gracie la famille, Guillaume se rend à Versailles, où il a été nommé garde-écossais. Il y devient l'ami de Silvère Galéas des Réaux et tente de conquérir le cœur de Cécile Drouet, l'amie de Pauline. C'est ainsi qu'il surprend le complot qui vise le petit-fils du roi.

### La Dame aux Élixirs, automne 1682
En automne 1682, Cécile décide d'en apprendre plus sur la mystérieuse Madame Jouvence, une marchande d'élixirs. Guillaume l'assiste dans son enquête, n'hésitant pas à tirer l'épée quand le danger menace Cécile ou Pauline.

## Description
Guillaume de Saint-Béryl est décrit comme étant un séduisant jeune homme de dix-huit ans en 1682, aux cheveux châtain doré, grand et possédant les mêmes yeux vert émeraude que sa sœur Pauline.